# Gevrey-Chambertin
Gevrey-Chambertin är en kommun i departementet Côte-d'Or i regionen Bourgogne-Franche-Comté i östra Frankrike. Kommunen ligger i kantonen Gevrey-Chambertin som tillhör arrondissementet Dijon. År 2022 hade Gevrey-Chambertin 2 983 invånare.

## Befolkningsutveckling
Antalet invånare i kommunen Gevrey-Chambertin
Referens:INSEE